# Get the Party Started
Get the Party Started (englisch etwa für „Lasst die Party beginnen“) ist ein Lied der US-amerikanischen Sängerin Pink aus dem Jahr 2001.

## Entstehung und Produktion
Get the Party Started wurde von der Singer/Songwriterin Linda Perry geschrieben und komponiert als Ergebnis ihrer autodidaktischen Beschäftigung mit der Programmierung eines Drumcomputers. Die Rhythmusspur wurde durch einen einfachen Basslauf und „ein paar skurrile Instrumente“ ergänzt. Für den Text verwendete Perry zahlreiche „alle möglichen und unmöglichen Klischee-Phrasen“. Pink, ein Fan von Perrys Band 4 Non Blondes, kontaktierte Perry im Frühjahr 2001 für die Mitarbeit an ihrem neuen Album, welches Perry zunächst ablehnte. Perry stellte Pink jedoch den Song vor, da sie an das Potential eines Hits glaubte. Das Lied wurde in Perrys Heimstudio in Sherman Oaks aufgenommen. Dave Pensado mischte die Aufnahme im Enterprise Studio in Burbank.

## Veröffentlichung
Die Erstveröffentlichung von Get the Party Started erfolgte als Single am 9. Oktober 2001 bei Arista Records. Am 20. November 2001 erschien das Lied als Teil von Pinks zweitem Studioalbum Missundaztood.

## Musikvideo
Dave Meyers realisierte das Musikvideo für Get the Party Started als vierte Arbeit für Pink. Meyers hatte bereits bei den Musikvideos für die drei aus dem Debütalbum ausgekoppelten Singles Regie geführt und Pink damit ein Image gegeben. Das mit zahlreichen von Hype Williams inspirierten Weitwinkeleinstellungen angereicherte Video zeichnet den Weg von Pink und ihrer Begleitung von zu Hause zu einer Feier nach, bevor die Feier selbst die Handlung abschließt. Die beiden benutzen auf ihrem Weg ein Auto, geborgte Skateboards und den Aufzug eines Fensterputzers. Das Video enthält in einer Szene die kurz nach den Terroranschlägen im September 2001 obligatorische US-amerikanische Nationalflagge.
Das Musikvideo wurde bei den MTV Video Music Awards 2002 in den Kategorien Best Female Video und Best Dance Video ausgezeichnet. Auf der Videoplattform YouTube wurde das Musikvideo im November 2009 offiziell hochgeladen und über 120 Millionen Mal aufgerufen.

## Rezeption

### Rezensionen
Stephen Thomas Erlewine von der Musikdatenbank Allmusic nennt das Lied in seiner Rezension des Albums Missundaztood eine „glanzvolle Tanzflächenhymne“ (glitzy dancefloor anthem). Cynthia Fuchs von popmatters.com beschreibt den Titel als „verdammt ansteckend“ (damn infectious).

### Charts und Chartplatzierungen
| ChartsChartplatzierungen       | Höchstplatzierung | Wochen |
| ------------------------------ | ----------------- | ------ |
| Deutschland (GfK)              | 2 (17 Wo.)        | 17     |
| Österreich (Ö3)                | 2 (21 Wo.)        | 21     |
| Schweiz (IFPI)                 | 2 (28 Wo.)        | 28     |
| Vereinigtes Königreich (OCC)   | 2 (17 Wo.)        | 17     |
| Vereinigte Staaten (Billboard) | 4 (24 Wo.)        | 24     |

| ChartsJahrescharts (2002)      | Platzierung |
| ------------------------------ | ----------- |
| Deutschland (GfK)              | 16          |
| Österreich (Ö3)                | 10          |
| Schweiz (IFPI)                 | 18          |
| Vereinigtes Königreich (OCC)   | 21          |
| Vereinigte Staaten (Billboard) | 24          |

### Auszeichnungen für Musikverkäufe
| Land/Region                  | Auszeichnungen für Musikverkäufe (Land/Region, Auszeichnung, Verkäufe) | Verkäufe  |
| ---------------------------- | ---------------------------------------------------------------------- | --------- |
| Australien (ARIA)            | 5× Platin                                                              | 350.000   |
| Belgien (BRMA)               | Gold                                                                   | 25.000    |
| Deutschland (BVMI)           | Gold                                                                   | 250.000   |
| Frankreich (SNEP)            | Gold                                                                   | 200.000   |
| Kanada (MC)                  | Platin                                                                 | 80.000    |
| Neuseeland (RMNZ)            | Platin                                                                 | 30.000    |
| Norwegen (IFPI)              | Platin                                                                 | 10.000    |
| Österreich (IFPI)            | Gold                                                                   | 20.000    |
| Schweden (IFPI)              | Gold                                                                   | 15.000    |
| Schweiz (IFPI)               | Gold                                                                   | 20.000    |
| Vereinigte Staaten (RIAA)    | Gold                                                                   | 836.000   |
| Vereinigtes Königreich (BPI) | Platin                                                                 | 600.000   |
| Insgesamt                    | 7× Gold · 9× Platin ·                                                  | 2.436.000 |

Hauptartikel: Pink (Musikerin)/Auszeichnungen für Musikverkäufe

## Coverversion (Auswahl)
Die britische Sängerin Dame Shirley Bassey coverte den Titel zunächst 2006 für eine vorweihnachtliche Werbekampagne des britischen Einzelhandelsunternehmens Marks & Spencer im Stile eines James-Bond-Themas und betitelte 2007 ein Album, auf dem der Song enthalten ist, mit diesem Namen.  Diese Version ist auch das Titellied der James-Bond-Parodie Cats & Dogs: Die Rache der Kitty Kahlohr aus dem Jahr 2010. 2008 wurde der Song erneut von Crew 7 als elektronische Coverversion veröffentlicht und schaffte es in die Top 100 DDP-Jahrescharts.